# Intro (album oktober 2008)
Intro är namnet på debutalbumet för den kanadensiske popsångaren Danny Fernandes, som släpptes i oktober 2008. Albumet innehåller tretton låtar med bland annat hitsingeln Curious.

## Låtlista
| Nr | Låttitel                                 | Längd |
| -- | ---------------------------------------- | ----- |
| 01 | "Had Me At Hi"                           | 3:41  |
| 02 | "Private Dancer" (feat. Belly)           | 3:24  |
| 03 | "Missed Call"                            | 3:41  |
| 04 | "Fantasy"                                | 3:53  |
| 05 | "Addicted"                               | 3:56  |
| 06 | "Never Again"                            | 3:56  |
| 07 | "Nonchalant" (feat. Belly & Mia Martina) | 3:36  |
| 08 | "Memory"                                 | 3:38  |
| 09 | "Curious"                                | 2:34  |
| 10 | "Number Changed"                         | 3:14  |
| 11 | "Time"                                   | 3:54  |
| 12 | "Not At All"                             | 3:28  |
| 13 | "Nobody"                                 | 3:41  |